# Conseil supérieur de l'enseignement de la conduite automobile et de l'organisation de la profession
En France, le Conseil supérieur de l'enseignement de la conduite automobile et de l'organisation de la profession (acronyme  CSECAOP), est un organe consultatif qui donne son avis sur les questions concernant l’enseignement de la conduite en France qui lui sont soumises par le ministère des Transports.

## Généralités
Le rôle du CSECAOP est de donner son avis au ministère des Transports, à propos de l'enseignement de la conduite automobile et de l'organisation de la profession des enseignants de la conduite. Il peut également de présenter de lui-même des propositions dans ses domaines de compétence.
Au sein du Conseil, des représentants élus par la profession tiennent un comité restreint pour étudier les propositions qu'ils estiment devoir présenter au Conseil, ainsi que les modalités de mise en œuvre des décisions prises dans le domaine de la sécurité routière.
Le Conseil siège au moins deux fois par an. Il peut être également tenu à tout moment sur demande du ministre chargé des transports ou du comité restreint.
Le secrétariat est assuré à la demande de la DSCR.

## Composition
Le CSECAOP est composé de membres de droit, et de titulaires élus ou désignés, de personnalités qualifiées et de représentants de la profession.
Ces membres de droit sont (ou leur représentant respectifs) :
- le ministre chargé des Transports, ainsi que deux fonctionnaires d'État désigné par lui-même ;
- le ministre de l'Intérieur ;
- le ministre chargé de l'Éducation ;
- le ministre chargé des Armées ;
- le ministre chargé du Travail ;
- le délégué interministériel à la sécurité routière (DISR) ;
- le directeur général de l'Institut national de recherche sur les transports et leur sécurité (INRETS).

Sont membres titulaires :
- huit personnes choisies pour leur connaissance du sujet et désignées par arrêté ministériel (chargé du Transport) ;
- deux personnes représentant les consommateurs, suggérées par des organisations de consommateurs, désignées par arrêté ministériel (chargé du Transport) après avis du ministre en question ;
- 12 représentants de la profession d'enseignant de la conduite automobile élus par la profession, dont 6 personnes représentant les exploitants et les 6 autres les salariés.

## Nominations
Les membres titulaires sont nommés ou élus pour trois ans ; la fonction est renouvelable.
En ce qui concerne les élections, un arrêté du ministre chargé des Transports, sur avis consultatif du ministre de l’Intérieur, fixe les conditions de l’organisation des élections pour la désignation des représentants de la profession au Conseil. Cet arrêté détermine la composition du corps électoral, les modalités et conditions et  d’inscription, les conditions d’éligibilité et le déroulement du scrutin. Les élections sont organisées par le préfet (scrution, listes, par le biais de commission départementales).
Le président du CSECAOP est nommé, en dehors des membres du conseil, par décret sur suggestion du ministre chargé des Transports. Le président dirige également le comité restreint.